# Gabriel Vitel
Gabriel Vitel (* 24. April 1994 in Schwäbisch Hall) ist ein deutsch-französischer Sänger, Musiker und Produzent. Seine ersten Stücke vereinen elektronische Elemente des House mit klassischem Songwriting, was ihm sowohl in der Clubszene als auch bei einem breiteren Publikum Anerkennung verschaffte und für zahlreiche Auftritte als Live Act in Deutschland sorgte.

## Biografie
Gabriel Vitel wurde in Schwäbisch Hall geboren und verbrachte dort seine Kindheit. Seinen künstlerischen Durchbruch erzielte er durch die Zusammenarbeit mit dem Produzenten Alec Troniq und einen Live-Mitschnitt eines Konzerts in seiner Heimatstadt. Gemeinsam veröffentlichten sie die Single Mind Doodles, die später über Virgin / Universal Music erneut herausgebracht wurde. Ein Remix von Monolink trug zusätzlich zur Bekanntheit des Titels bei. 
Im Jahr 2015 präsentierte Vitel und Alec Troniq im Rahmen der GrooveSymphony-Reihe ein innovatives Crossover-Projekt mit den Dortmunder Philharmonikern. Dabei verbanden sie elektronische Musik mit klassischen Elementen in einem einzigartigen Live-Arrangement.
Seit Ende 2024 orientiert sich Vitel musikalisch wieder stärker an seinen Wurzeln. Im Mittelpunkt stehen nun Gesang und Gitarre, unterstützt von einer engen Zusammenarbeit mit dem Produzenten Enzo Gaier. Diese Neuausrichtung mündete 2025 in seinem ersten Soloalbum Everything You Can See From Up Here, in dem er unter anderem den Tod seiner besten Freundin verarbeitet.
Vitels Musik wird regelmäßig von Radiosendern wie egoFM, Deutschlandfunk Kultur und ByteFM gespielt. Seine neueren Veröffentlichungen erscheinen in Kooperation mit dem Leipziger Musikverlag Kick The Flame.

## Diskografie

### Alben
- SRY NOT SRY (2021, Sorry Not Sorry), mit Alec Troniq
- Everything You Can See From Up Here (2025, Sorry Not Sorry)

### EPs
- The Aviating (2015, Broque), mit Alec Troniq
- New New World (2017, Broque)

### Singles (Auswahl)
- Mind Doodles (2013, Ipoly Music, später Re-Release Virgin / Universal Music), mit Alec Troniq auf Mind Mill
- Pimpernuckel (2014, Ipoly Music), mit Alec Troniq auf Ipoly Mate 002
- Felling Better / Burn It Down (2015, Ipoly Music), auf Ipoly Mate 001
- Something Will Change (2018, Weitblick Records), mit Tony Casanova
- Hey Presto (2020, Broque), mit Remix von Ole Biege
- Looony (2020, Sonderling Berlin)
- White Flag (2020, Sorry Not Sorry)
- Count To Three (2021, Sorry Not Sorry)
- Maman (2022, Sorry Not Sorry)
- Boy, we messed up (oh lia) (2023, Sorry Not Sorry)
- 808 Pop Sh!t (2023, Sorry Not Sorry), mit Young Naughty Soul
- Dreamer (2023, Sorry Not Sorry), mit Hugo
- Act Like Fools (2024, Sorry Not Sorry)
- All I Want (2024, Sorry Not Sorry), mit Enzo Gaier
- Les Misérables (2025, Sorry Not Sorry)
- You're devine (2025, Sorry Not Sorry), mit Enzo Gaier

### Remixe
- Mind Doodles (Monolink Remix) (2019, Virgin / Universal Music)

## Auftritte (Auswahl)
- SNNTG Festival (2019), Sehnde
- Medival – Electronic Open Air (2019), Ruine Brandenburg
- Lausbuben Open Air Festival (2016) mit Alec Troniq
- Jungle Beat Festival (2016), Schwäbisch Hall
- Rocken am Brocken (2016) mit Alec Troniq
- Allgäus Finest (2016), Wangen-Karsee
- Alec Troniq & Gabriel Vitel Live with the Dortmunder Philharmoniker (2015), Konzerthaus Dortmund
- Steinberg Openair (2015) mit Alec Troniq
- Klangfarben Open Air (2015) mit Alec Troniq
- Stroga Festival (2014), mit Alec Troniq
- Heroes of House Open Air (2014), Dorndorf
- Freischwimmer Festival (2013), Schwäbisch Hall